# Sistema nervoso parasimpatico
Il sistema nervoso parasimpatico (latino: systema parasympathicum) è una parte del sistema nervoso autonomo insieme al sistema nervoso simpatico.
Il sistema nervoso autonomo è responsabile della regolazione delle azioni inconsce dell'organismo. Il sistema parasimpatico comprende l'eccitazione sessuale, la salivazione, la lacrimazione, la minzione, la digestione e la defecazione. L'azione del sistema nervoso parasimpatico è complementare a quella del sistema nervoso simpatico, che è responsabile delle attività di stimolazione associate alla risposta di tipo "combattimento o fuga".
Le fibre nervose originano dal tronco dell'encefalo e dal tratto sacrale del midollo spinale. Il nervo vago, il X paio di nervi cranici, ne costituisce l'asse portante.

## Anatomia
Il sistema nervoso parasimpatico presenta le seguenti caratteristiche:
- Lunghi assoni pregangliari, che originano dai nuclei encefalici (Nucleo mesencefalico di Edinger-Westphal per il III, nuclei bulbari lacrimali e salivatori per il VII, nucleo salivatorio inferiore a livello del bulbo per il IX e nuclei ambiguo e dorsale del vago per il X sempre nel bulbo) o dai mielomeri sacrali (a livello di S2-S4) dai quali le fibre emergono dal corno ventrale del midollo e, con poche eccezioni, fanno tutti sinapsi con neuroni gangliari ubicati vicino o all'interno degli organi innervati (cioè il 1° neurone origina a livello del SNC e il 2° neurone è vicino o all'interno degli organi innervati).
- Gli assoni postsinaptici o postgangliari sono corti. Innervano il muscolo cardiaco, il bronchiale liscio e le ghiandole esocrine.
- Di norma sia il neurone pregangliare che postgangliare utilizzano come neurotrasmettitore l'acetilcolina, che lega a livello della sinapsi pregangliare il recettore nicotinico, a livello della sinapsi postgangliare il recettore muscarinico.

L'innervazione parasimpatica predomina su quella simpatica nelle ghiandole salivari, lacrimali e nel tessuto erettile (corpi cavernosi e spongiosi di pene e clitoride).

### Struttura
I nervi parasimpatici sono autonomi o viscerali. Il sistema nervoso parasimpatico deriva da tre aree principali del sistema nervoso centrale:
- Alcuni nervi cranici, i nervi parasimpatici pregangliari, di solito derivano da nuclei specifici del sistema nervoso centrale e fanno sinapsi in uno dei quattro gangli parasimpatici: ciliare, pterigopalatino, otico o sottomandibolare . Da questi quattro gangli i nervi completano il loro viaggio verso i tessuti bersaglio attraverso i rami trigeminali (nervo oftalmico, nervo mascellare, nervo mandibolare)
- Il nervo vago è diverso dai gangli cranici poiché la maggior parte delle sue fibre giunge nei gangli dei visceri toracici (esofago, trachea, cuore, polmoni) e dei visceri addominali (stomaco, pancreas, fegato, reni, intestino tenue e circa metà dell'intestino crasso). L'innervazione del vago termina poco prima della flessione splenica del colon trasverso.
- I corpi delle cellule nervose pregangliari splancniche pelviche risiedono nel nucleo intermediolaterale del midollo spinale lungo le vertebre T12-L1, e i loro assoni escono dalla colonna vertebrale attraverso il forame sacrale.[4]  Gli assoni continuano, fino a fare sinapsi in un ganglio autonomo vicino all'organo di innervazione. Nel sistema nervoso simpatico le sinapsi tra i nervi efferenti pre e post gangliari in genere avvengono in gangli più distanti dall'organo bersaglio.

### Recettori
Il sistema nervoso parasimpatico utilizza principalmente acetilcolina (ACh) come neurotrasmettitore. Possono essere utilizzati anche dei peptidi (come la colecistochinina).  L'ACh agisce su due tipi di recettori, i recettori colinergici muscarinici e nicotinici. Quando viene stimolato, il neurone pregangliare rilascia ACh nel ganglio, che agisce sui recettori nicotinici dei neuroni postgangliari. Il neurone postgangliare rilascia quindi ACh per stimolare i recettori muscarinici dell'organo bersaglio.

#### Recettori muscarinici
I cinque principali tipi di recettori muscarinici sono:
- I recettori muscarinici M1, si trovano nel sistema neurale.
- I recettori muscarinici M2 si trovano nel cuore e agiscono in maniera opposta rispetto al sistema nervoso simpatico: rallentano la frequenza cardiaca, riducono le forze contrattili del muscolo cardiaco atriale e la velocità di conduzione del nodo seno - atriale e del nodo atrioventricolare. Hanno un effetto minimo sulle forze contrattili del muscolo ventricolare a causa della scarsa innervazione dei ventricoli da parte del sistema nervoso parasimpatico.
- I recettori muscarinici M3 si trovano in molti punti del corpo, come nelle cellule endoteliali dei vasi sanguigni e dei polmoni, dove causano la broncocostrizione. L'effetto netto dei recettori M3 sui vasi sanguigni è la vasodilatazione, visto che l'acetilcolina causa la produzione di ossido nitrico da parte delle cellule endoteliali, che si diffonde alla muscolatura liscia e provoca la vasodilatazione. Nella muscolatura liscia del tratto gastrointestinale aumentano la motilità intestinale e dilatano gli sfinteri. I recettori M3 si trovano anche in molte ghiandoleː aiutano a stimolare la secrezione delle ghiandole salivarie e delle altre ghiandole del corpo. Si trovano anche sul muscolo detrusore e nella vescica, dove causano la contrazione.[7]
- I recettori muscarinici M4 hanno possibili effetti sul SNC.
- I recettori muscarinici M5 :hanno effetti sul sistema nervoso centrale.

#### Recettori nicotinici
Nei vertebrati, i recettori nicotinici sono classificati in due sottotipi in base ai principali siti di espressione: i recettori nicotinici di tipo muscolare (N1) per i motoneuroni somatici; e recettori nicotinici di tipo neuronale (N2) per il sistema nervoso autonomo.

## Funzioni

### Sensazioni
Le fibre afferenti del sistema nervoso autonomo trasmettono le informazioni sensoriali dagli organi interni al sistema nervoso centrale, non sono suddivise in fibre parasimpatiche e simpatiche come le fibre efferenti.  L'informazione sensoriale autonomica è condotta da fibre afferenti viscerali.
Le sensazioni viscerali afferenti sono inconsce e riflesse; provengono dagli organi cavi e dalle ghiandole e vengono trasmesse al sistema nervoso centrale. I riflessi inconsci di solito non sono rilevabili, ma in alcuni casi possono inviare sensazioni di dolore al SNC sotto forma di dolore riferito. Se la cavità peritoneale si infiamma o se l'intestino si distende all'improvviso, il corpo interpreterà lo stimolo del dolore afferente come uno stimolo di origine somatica. Questo dolore non è localizzato, ed è riferito a dermatomerii che si trovano allo stesso livello del nervo spinale della sinapsi afferente viscerale.

### Altre
- restringimento della pupilla (miosi)
- Processo accomodativo dell'occhio "normale"
- normale delle ghiandole lacrimali
- secrezione abbondante delle ghiandole salivari
- contrazione della muscolatura liscia dei polmoni, riduzione del volume
- dilatazione dei vasi sanguigni dei genitali e delle ghiandole dell'apparato digerente
- diminuzione del volume sistolico del cuore, della sua frequenza e della pressione sanguigna
- costrizione delle coronarie
- aumento della secrezione dello stomaco, inibizione degli sfinteri e mobilità aumentata
- maggiore mobilità delle pareti intestinali
- stimola la cistifellea ad aumentare la secrezione di bile
- il pancreas promuove la secrezione
- la vescica stimola la parete e inibisce lo sfintere